# Willem van Enckenvoirt
Willem van Enckenvoirt (também conhecido como Enckevort, Enckenvoert ou Enckenwoirt) (22 de janeiro de 1464 - 19 de julho de 1534) foi um cardeal neerlandês, bispo de Tortosa e de Utrecht. Foi o único cardeal criado pelo Papa Adriano VI.

## Biografia
Destinado a vida eclesiástica numa idade precoce, Willem van Enckenvoirt foi enviado a Roma em torno de 1489. Em 1495, ingressou da corte papal. Estudou na Universidade La Sapienza de Roma (licenciatura utroque iure, tanto de direito canônico como de direito civil, em 1505). De 1509 até 1517, ele foi o provisor da fundação da igreja de S. Maria dell'Anima, de Roma, e de 1499 até 1522 teve uma participação ativa na reconstrução daquela igreja. Datário de Sua Santidade, entre 1522-1523. Colaborou com os esforços de reforma do papa e tentou moralizar o dicastério, nomeando funcionários como Johannes Betchen, de Colônia, para o cargo de subdatário; o papa instruiu-o de não conceder mais de um benefício para o mesmo requerente e, assim, os volumes de pedidos permaneceram no arquivo do Datário. Diz-se que com a sua rigidez e consciência, ele respondeu ao solicitantes de benefícios Videbimus (Vamos ver).
Eleito bispo de Tortosa, em 11 de março de 1523, no mesmo ano é criado cardeal pelo Papa Adriano VI, em 10 de setembro, recebendo o barrete cardinalício e o título de cardeal-padre de Santos João e Paulo no mesmo dia. Em 14 de setembro, é consagrado bispo.

## Cardinalato
Ele foi o segundo cardeal oriundo dos Países Baixos, mas vários dos cardeais se opuseram à sua promoção por causa de sua "rigidez do Norte". Papa Adriano VI nomeou-o executor de seu testamento. Durante o saque de Roma pelas tropas imperiais, em 1527, ele teve que pagar 40 mil escudos para o Capitão Odone para preservar sua casa e propriedades. Transferido para a Diocese de Utrecht, em 1 de outubro de 1529, ocupou a sé até à sua morte. Tomou posse por procuração, nunca visitou a sé por causa de sua idade e governou por meio de um administrador, Jacques Utening. Cardeal van Enckenvoirt compareceu à coroação do imperador romano Carlos V em Bolonha, em 24 de fevereiro de 1530. Era um amigo íntimo e colaborador do Papa Adriano VI; construiu no coro de Santa Maria dell'Anima um belo túmulo-monumento ao Papa, e para a decoração da capela Brabante contratou o pintor Michiel Coxie.
Faleceu em 19 de julho de 1534, em Roma. Foi sepultado na igreja de Santa Maria dell'Anima e queria que sua tumba, projetada por Giovanni Mangoni, fosse oposta à do Papa Adriano VI, mas mais tarde, em 1575, teve que ser movida para a parede frontal para dar lugar ao monumento de Karl-Friedrich, erfprins van Kleefs-Guliks-Bergse.

## Conclaves
- Conclave de 1523 - não participou da eleição do Papa Clemente VII.